# فيضان

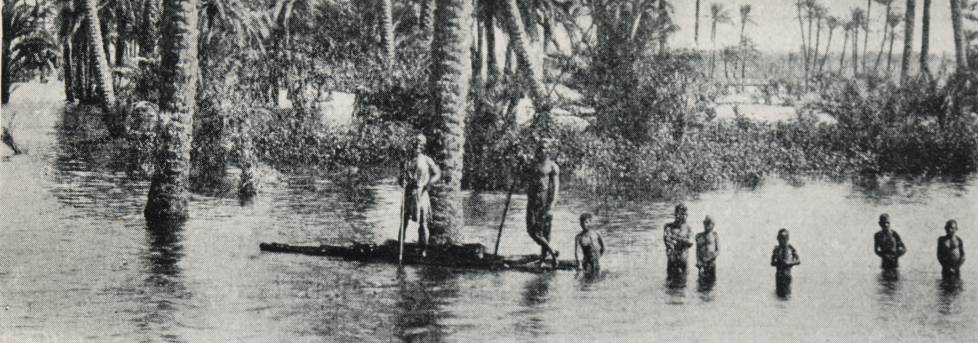
فيضان النيل 1906م

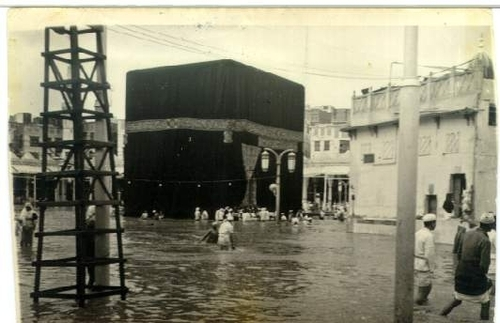
الكعبة محاطة بمياه فائضة

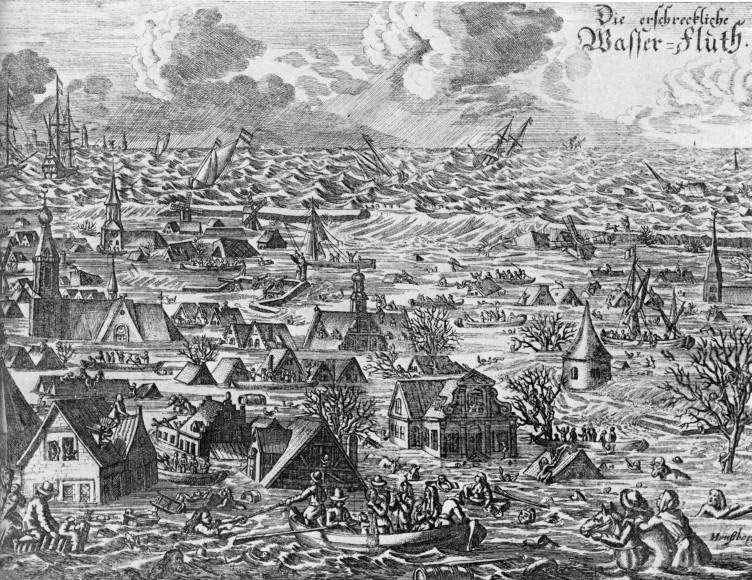
الصورة المعاصرة للBurchardi الفيضانات التي ضربت ساحل بحر الشمال من ألمانيا والدنمارك ليلا بين 11 و 12 أكتوبر 1634.

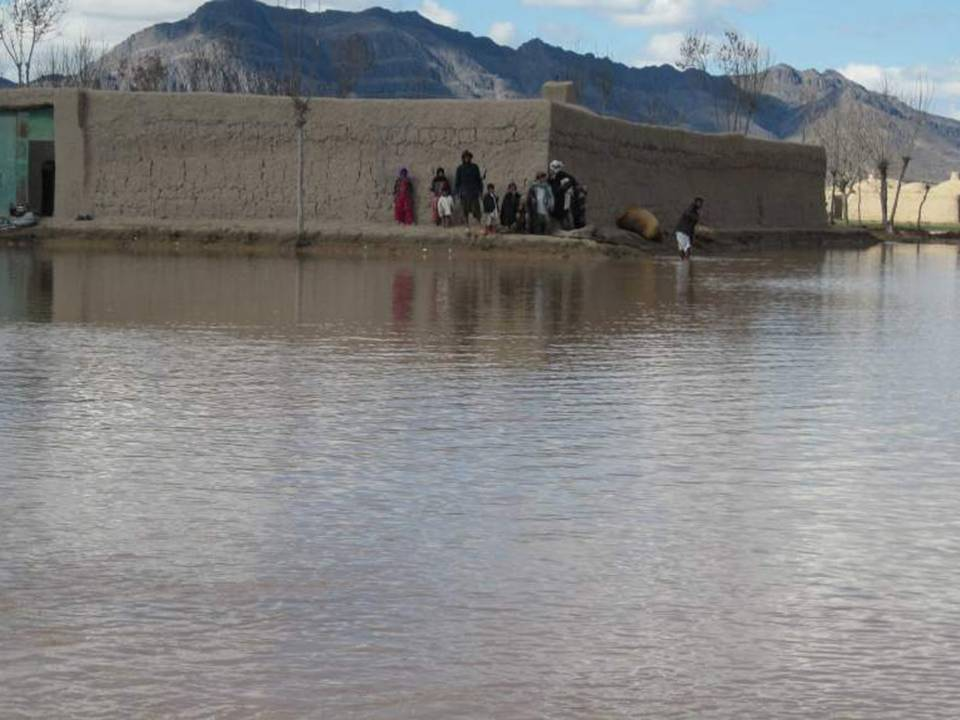
أفغان محصورون في ديارهم نتيجة فيضان. قد تفيض الوديان بعد الأمطار الموسمية.

الفيضان أو الطُّوفان هو تراكم أو تجمع قدر كبير من المياه التي تغمر الأرض. وبمعنى «المياه المتدفقة»، يمكن أيضا أن تنطبق على تدفق من المد والجزر. يأتي الفيضان غالباً بسبب هطول الأمطار الغزيرة وقد تنجم عن زيادة حجم المياه في مجرى مائي، مثل النهر أو البحيرة، والتي تتجاوز أو تتعدى الجبايات، ونتيجة لذلك يتعدى بعضا من الماء حدوده الطبيعية. وأغلبها تكون ضارة، لأنها تتلف المنازل، وقد تتسبب في جرف الطبقة العليا للتربة، وتفيض الأنهار والبحار على الشواطئ.
يجب على الدول المعنية التنبؤ بهذه الحالة ثم تخلى المنطقة وبعد الفيضان تبنى سدا للمياه ورغم أن حجم بحيرة أو هيئة أخرى للمياه سوف تختلف مع التغيرات في الأمطار الموسمية وذوبان الثلوج، وأنها ليست كبيرة، إلا إذا استهدف الفيضان المناطق البرية والتي تشكل خطرا على الأراضي التي يقيم بها الإنسان كقرية أو مدينة أو أي مناطق سكنية أخرى.
ويمكن أيضا أن تحدث فيضانات في الأنهار، عندما تكون قوة جريانها بدرجة كبيرة فتتدفق المياه خارج القناة، ولا سيما في الإنعطافات أو التعرجات مما يسبب اضرارا على المنازل والمتاجر المحاذية لهذه الأنهار. أضرار الفيضانات يمكن التخفيف منها عمليا بالتحرك بعيدا عن الأنهار وغيرها من المسطحات المائية، مع الاخذ بعين الاعتبار، معيشة الناس وعملهم بالمياه لالتماس الرزق والاستفادة من المكاسب لسهولة ورخص السفر والتجارة من خلال قربهم من الماء. الناس لا تزال تسكن في المناطق المهددة باضرار الفيضانات وهذا دليل على أن استفادة الذين يعيشون بالقرب من المياه تفوق اضرار الفيضانات المتكررة.
كلمة «الفيضان» يأتي من الإنجليزية القديمة flood، كلمة مشتركة بين اللغات الجرمانية (قارن Flut الألمانية، والهولندية vloed لها نفس الاصل كما هو في تدفق تعويم). مصطلح «الفيضان» المحدد بحروف كبيرة، وعادة ما يشير إلى الطوفان العظيم العالمي الذي وصف في الكتاب المقدس، سفر التكوين، القرآن الكريم والذي يعامل مثل الطوفان.

## الأنواع الرئيسية للفيضانات

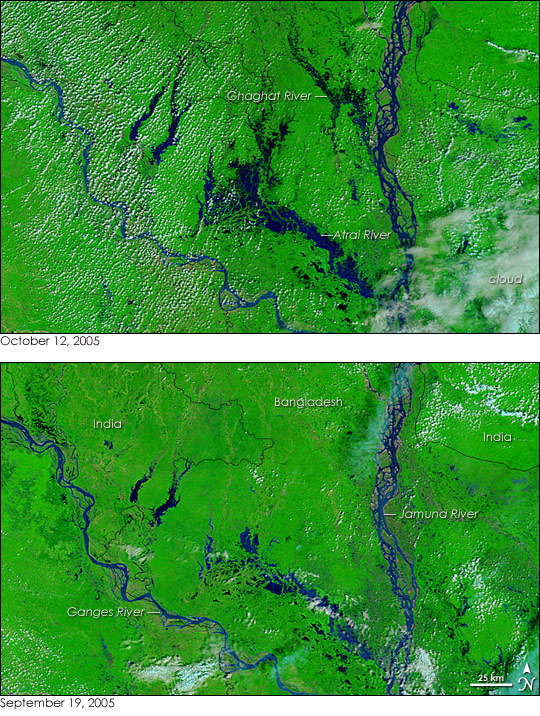
العشرات من القرى اغرقتها الأمطار عندما دفعت الأنهار في شمال غرب بنغلاديش خارج حدودها في أوائل تشرين الأول / أكتوبر 2005. فإن مقياس الطيف التصويري (موديس) التابع لناسا تيرا اخذت صور بالقمر الصناعي من فيضان انهار غاغات واتريا قي 12 أكتوبر 2005. اللون الأزرق العميق من الأنهار انتشر عبر الريف في صورة الفيضان.

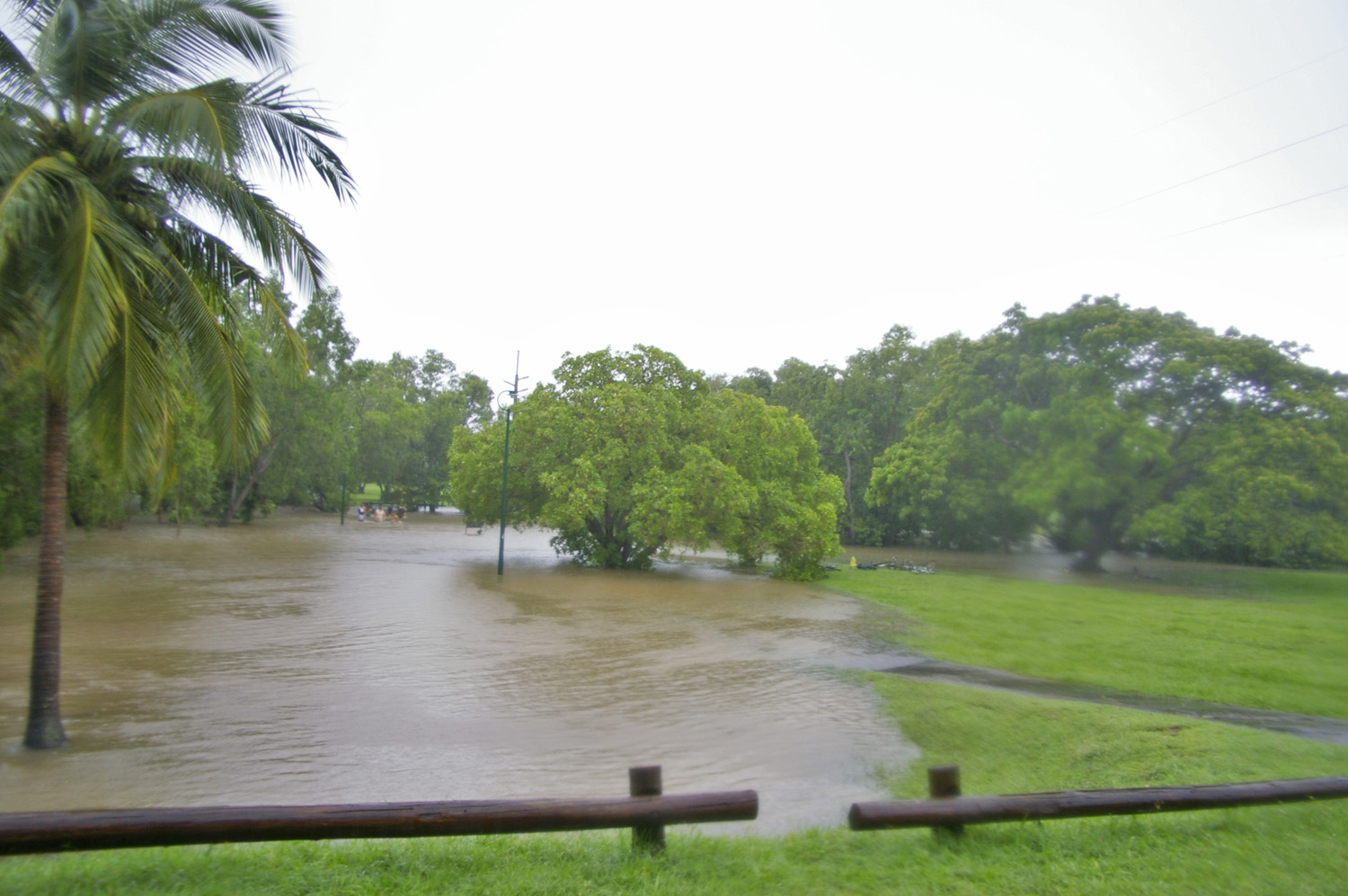
فيضانات كريك بسبب الأمطار الموسمية المطيرة وارتفاع المد والجزر في داروين، الإقليم الشمالي، وأستراليا.

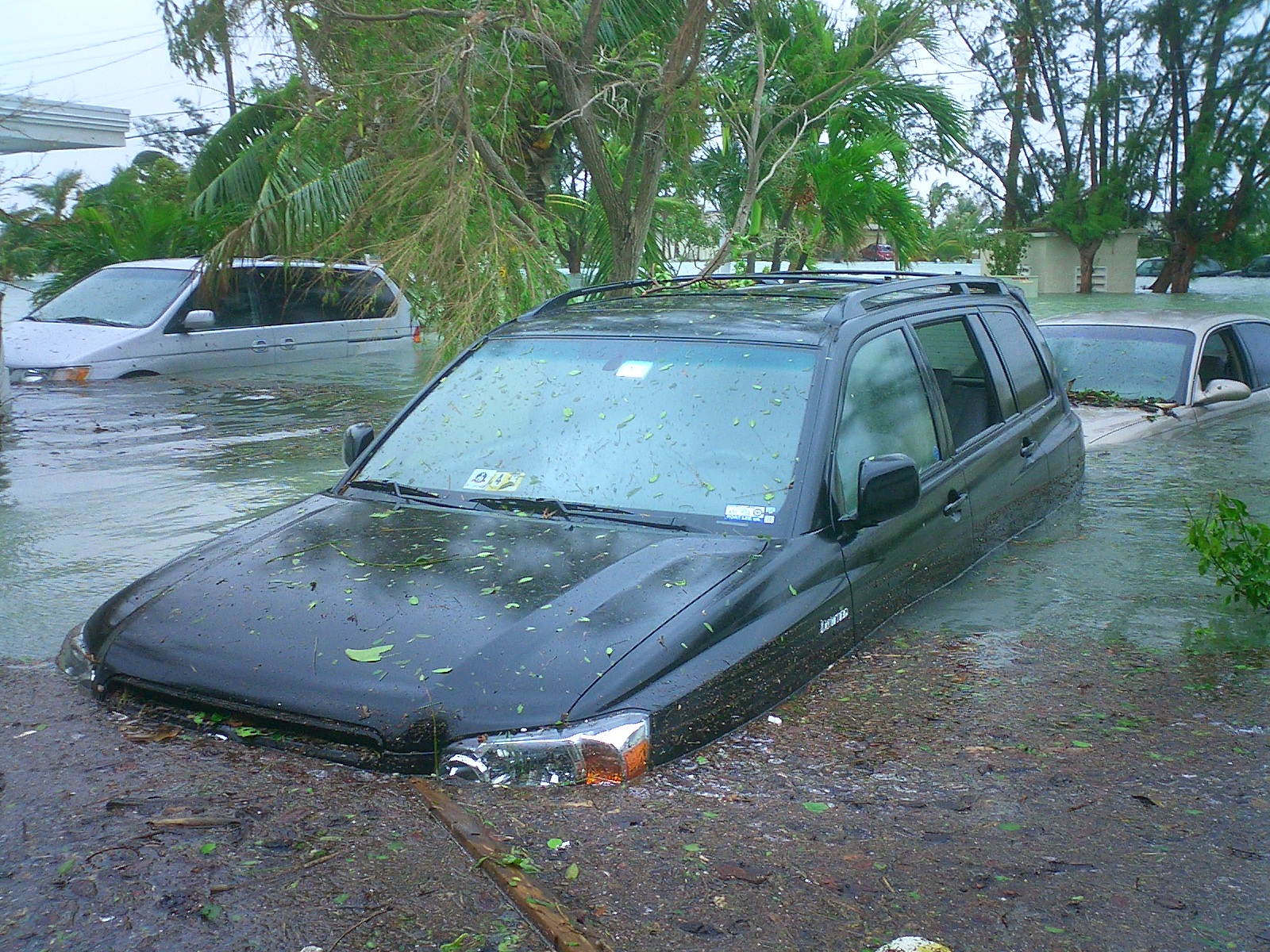
الفيضانات بالقرب كي وست، فلوريدا، الولايات المتحدة من اعصار ويلما الشديد في تشرين الأول / أكتوبر 2005.

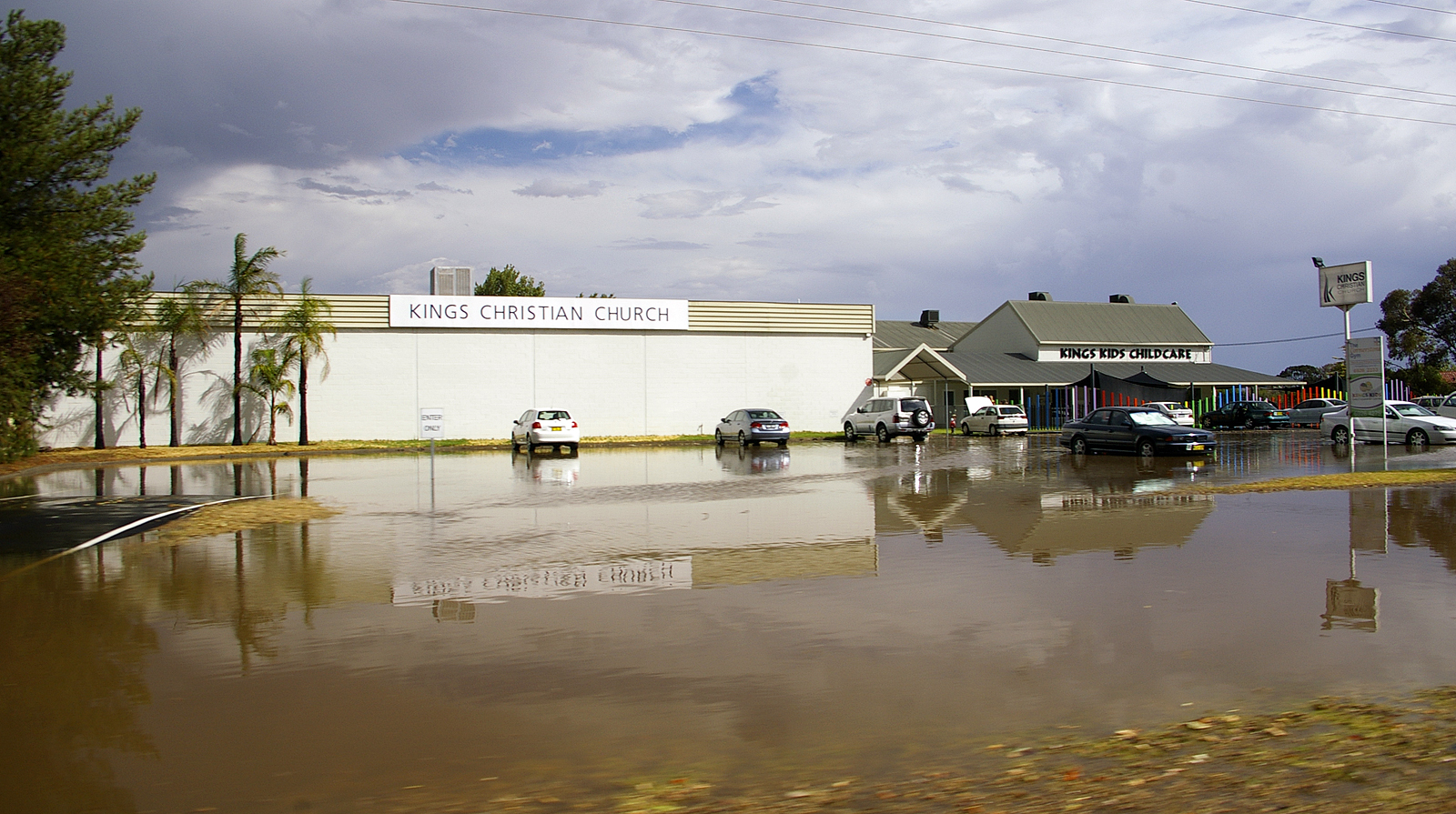
مياه الفيضانات الناجمة عن عاصفة رعدية.

### الفيضانات النهرية
- أنواع بطيئة: تتكون من هطول الأمطار المستمر، أو ذوبان الثلوج بسرعة تتجاوز قدرة قناة النهر. وتتمثل أسبابها في الأمطار الغزيرة الموسمية، والأعاصير الاستوائية والبراكين، والرياح والأمطار الحارة التي تؤثر على تجمع الثلوج. العقبات غير المتوقعة للصرف، مثل انهيار ارضى، أو ثلجى، أو من الحطام يمكن أن يسبب بطء الفيضانات النظري للعرقلة.
- أنواع سريعة : يشمل الفيضانات الناجمة عن هطول الأمطار (كثافة العواصف الرعدية) أو الإفراج المفاجئ من المنبع وراء مصادرة خلف السد، والانهيارات الأرضية، أو الجليدية.

### مصبات الأنهار والفيضانات
- يتكون عادة بسبب مزيج من موجات المد البحري الناجمة عن رياح عاصفة. عرام العواصف والعواصف الشديدة، وإما من الأعاصير المدارية أو الإعصار خارج المدار، تندرج ضمن هذه الفئة.

### الفيضانات الساحلية
- بسبب العواصف الشديدة البحرية، أو نتيجة لخطر آخر (مثل تسونامي أو إعصار). اندفاع العواصف، وإما من الأعاصير المدارية أو الإعصار خارج المدار، ويندرج ضمن هذه الفئة.

### فيضانات كارثية
- نجم عن حدث كبير وغير متوقع مثل انهيار سد، أو نتيجة لخطر آخر (مثل زلزال أو انفجار بركاني).

### السيول الموحلة
- السيول الموحلة هي الفيضانات الناتجة في الأراضي الزراعية.

السيول الموحلة ينتج عن تراكم الجريان السطحي على أرض زراعية. ثم فصل رواسب الجريان السطحي والتي تكون كمادة معلقة السيول الموحلة تكتشف على الأرجح عندما تصل إلى المناطق المأهولة بالسكان.
السيول الموحلة تعتبر عملية انهيار أرضى، والخلط مع التدفقات الطينية التي تنتج عن التحركات الجماعية ينبغي تجنبها.

### أنواع أخرى
- ويمكن أن يحدث الفيضان إذا تراكمت المياه عبر سطح غير قابل للنفاذ (على سبيل المثال من الأمطار)، ولا يمكن أن تبدد بسرعة (أي ميل بسيط أو قلة التبخر).
- وهناك سلسلة من العواصف تصيب نفس المنطقة.
- بناء السدود على طريقة حيوانات القندس يجعل لمياه تغمر المناطق المنخفضة الحضرية والريفية، وغالبا ما يتسبب في أضرار كبيرة.

## آثار

### الآثار الأولية
- الأضرار المادية -- يمكن ان تتراوح بين أي مكان من الجسور، والسيارات والمباني والصرف الصحي والطرق، القنوات وأي نوع آخر من الهيكل البنائى.
- الإصابات—الناس والمواشي تموت بسبب الغرق. كما يمكن أن يؤدي إلى انتشار الأوبئة والأمراض التي تنقلها المياه.

### الآثار الثانوية
- إمدادات المياه -- تلوث المياه. مياه الشرب النظيفة تصبح نادرة.
- الأمراض—ظروف غير صحية. انتشار الأمراض المنقولة عن طريق المياه.
- المحاصيل والإمدادات الغذائية—نقص في المحاصيل الغذائية ويمكن أن تكون خسارة المحصول بأكمله.[4] ولكن المناطق المنخفضة القريبة من الأنهار تعتمد على نهر الطمي أودعتها الفيضانات لكي تضيف المواد المغذية إلى التربة المحلية.
- الأشجار—الأنواع الغير متكيفة يمكن أن تموت اختناقا.[5]

### ثالثا / الآثار الطويلة الأجل
- الاقتصادية—الصعوبات الاقتصادية، وذلك بسبب: الانخفاض المؤقت في مجال السياحة، وتكاليف إعادة البناء، نقص في الغذاء مما أدى إلى ارتفاع الأسعار وما إلى ذلك

## للسيطرة على الفيضانات

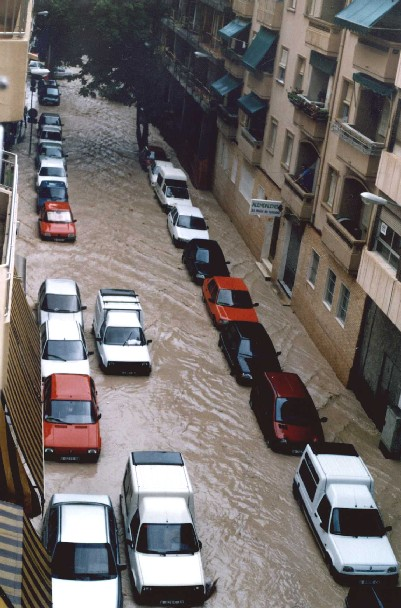
الفيضانات الخريفية في منطقة البحر الأبيض المتوسط في اليكانتي (إسبانيا)، 1997.

في كثير من البلدان في جميع أنحاء العالم، الأنهار المعرضة للفيضانات غالبا ما تدار بدقة. الدفاعات مثل السدود، الموانع والخزانات، والهدارات تستخدم لمنع اندفاع الأنهار عن مجراها. وعندما تفشل هذه الدفاعات، تستخدم تدابير للطوارئ مثل أكياس الرمل أو الأنابيب المحمولة والقابلة للنفخ. الفيضانات الساحلية وقد تم التصدي لها في أوروبا والأمريكتين مع الدفاعات الساحلية، مثل جدار البحر، وتغذية الشواطئ، وحاجز الجزيرة.

### أوروبا
لندن تمت الحماية من الفيضانات عن طريق حاجز ميكانيكى ضخم عبر نهر التايمز، والتي أثيرت عندما يصل منسوب المياه نقطة معينة (انظر حاجز التيمز). في أوروبا
البندقية بها ترتيب مماثل، على الرغم من أنها بالفعل غير قادرة على مواجهة المد العالي جدا. الدفاع في كل من لندن والبندقية سيكون غير كافي إذا كانت مستويات البحار أخذة في الارتفاع.

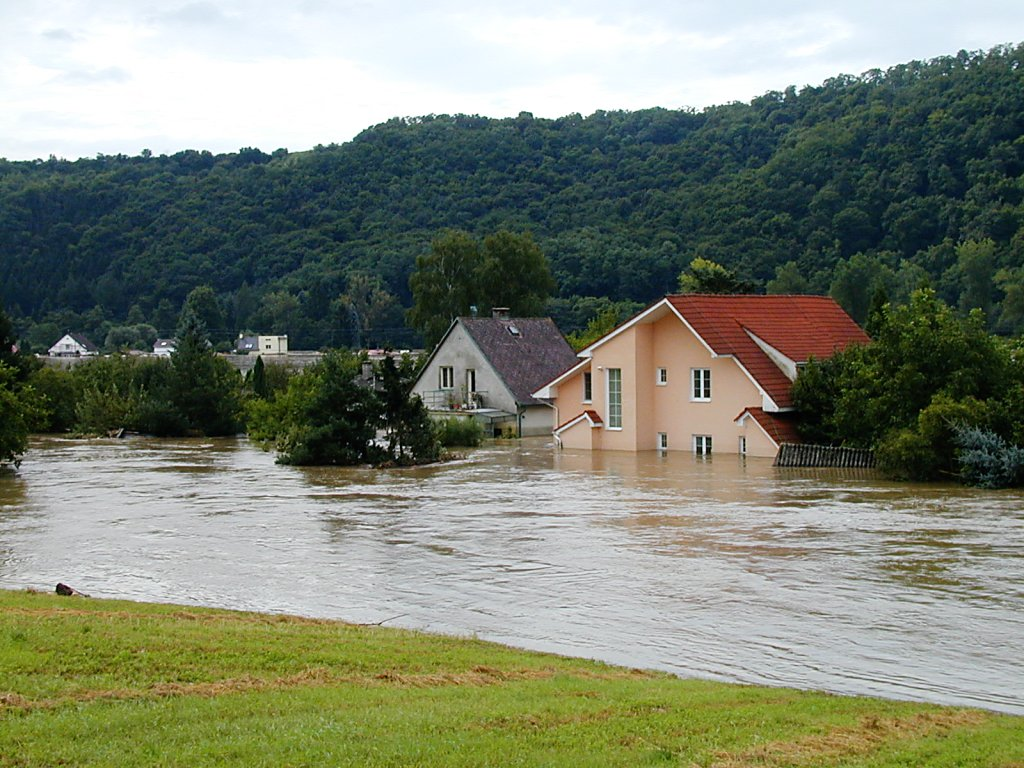
نهر بارونكا، جمهورية التشيك، وفاض في فيضان أوروبا عام 2002، ومنازل في قرية Hlásná Třebaň بارون المحلية، وغمرت بالمياه.

أكبر وأشهر وضع دفاعات الفيضانات يمكن العثور عليها في هولندا، حيث يشار إلى أعمال دلتا مع سد اوستريتشلد حيث الإنجاز الأكبر. وقد بنيت هذه الأعمال استجابة لفيضان بحر الشمال لعام 1953 من الجزء الجنوبي الغربي من هولندا. الهولندية قد شيد واحد من أكبر السدود في شمال البلاد: أفسلاوتدايك (اغلق في 1932).
حاليا مرفق سانت بطرسبورج المجمع للوقاية من الفيضانات من المتوقع أن تكتمل بحلول عام 2008، في روسيا، لحماية سانت بطرسبورج من العواصف الشديدة. كما أن له وظيفة مرورية رئيسية، لأنه يكمل الطريق الدائري حول مدينة سانت بطرسبرغ. إحدى عشرة سد تمتد لمساحة 25.4 كيلومترا، وترتفع ثمانية امتار فوق مستوى الماء.
في النمسا، الفيضانات لأكثر من 150 سنة، كانت تسيطر عليها بمختلف الأعمال لتنظيم فيينا لنهر الدانوب، والتجريف من الدانوب الأساسي خلال 1870-75، وإنشاء لنهر الدانوب الجديد في الفترة من 1972-1988.

### الأمريكتين

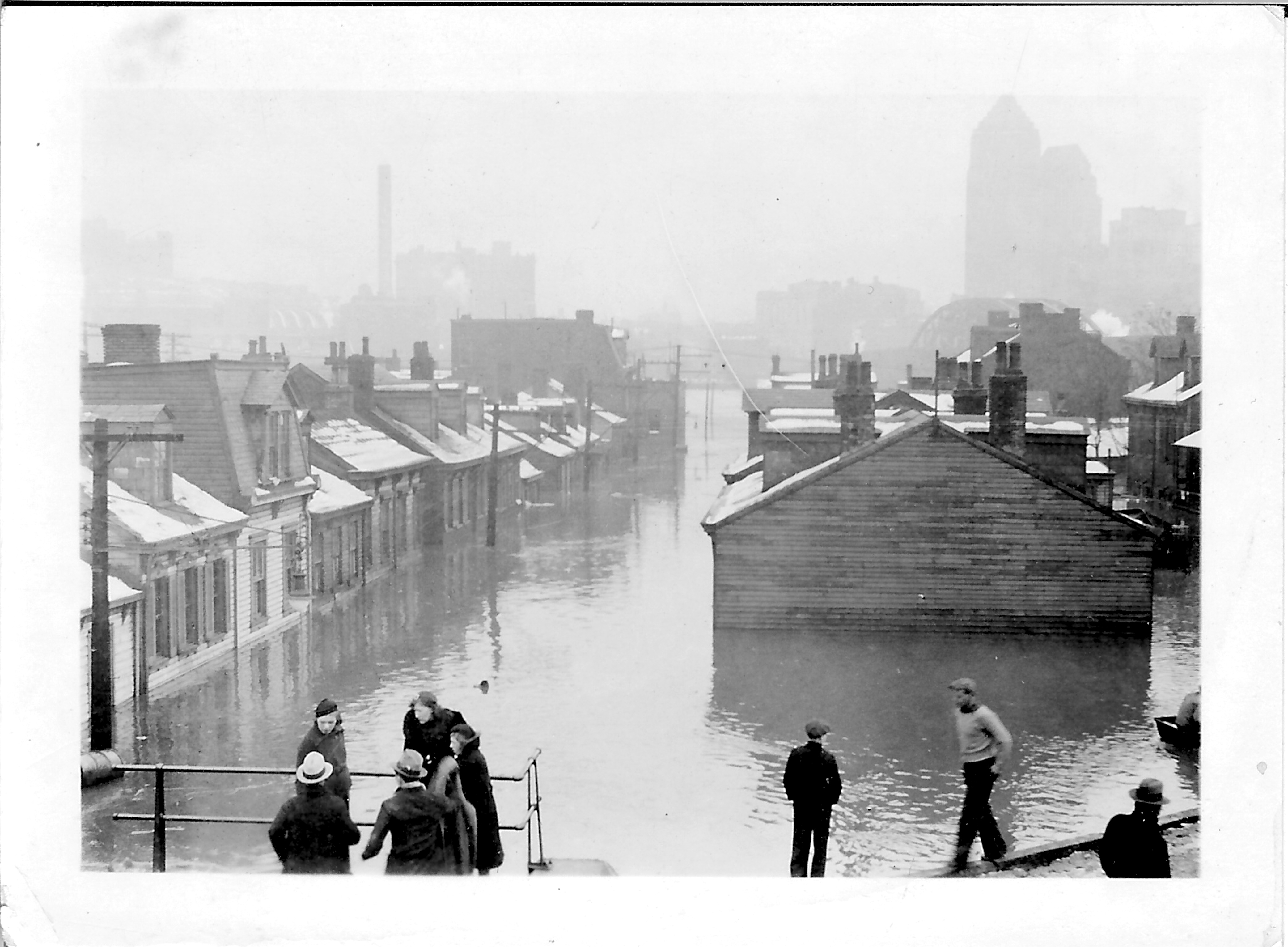
فيضان بيتسبرغ في 1936

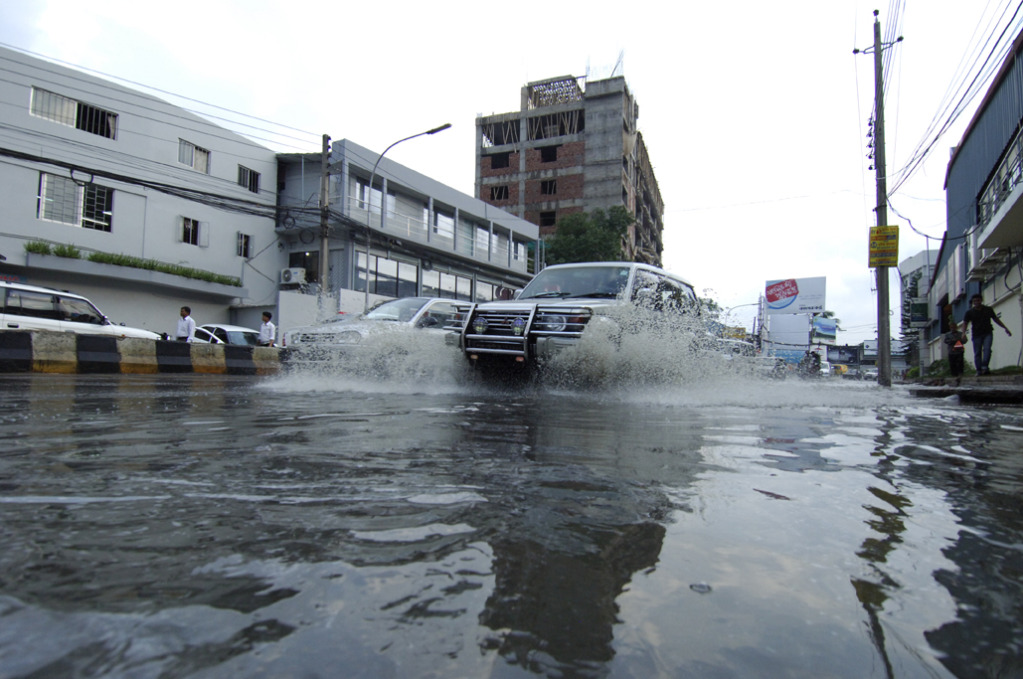
الفيضانات بالقرب من سنوكولمى واشنطن، 2009.

نظام اخر لدفاعات الفيضانات يمكن العثور عليها في كندا مقاطعة مانيتوبا. إن النهر الأحمر يتدفق شمالا من الولايات المتحدة، ومرورا عبر مدينة وينيبيغ (حيث يلقى نهر اسينبون)، ويصب في بحيرة وينيبيغ. كما هو الحال في كل الأنهار المتدفقة للشمال في المنطقة المعتدلة من نصف الكرة الشمالي، فان ذوبان الثلوج في الأجزاء الجنوبية قد تسبب ارتفاع منسوب النهر قبل ذوبان الجليد تماما في الاقسام الشمالية. هذا يمكن ان يؤدي إلى حدوث فيضانات مدمرة، كما حدث في وينيبيغ خلال ربيع 1950. لحماية المدينة من الفيضانات في المستقبل، تعهدت حكومة مانيتوبا بناء منظومة ضخمة من التحويلات، والسدود، ومجارى الفيضانات (بما في مجرى الفيضان قي النهر الأحمر وتحويل مرور البضائع). جعل هذا النظام وينيبيغ آمنة خلال فيضان 1997 الذي دمر العديد من المجتمعات من عكس مجرى النهر وينيبيغ، بما فيها غراند فوركس، داكوتا الشمالية ومدينة اجاثا ومانيتوبا.
في الولايات المتحدة، ومنطقة مدينة نيو اورليانز والتي يقع منها 35 ٪ تحت مستوى البحر، يتم حماية مئات الكيلومترات من السدود وبوابات الفيضانات. هذا النظام شهد فشل كارثي، في العديد من الأقسام، وخلال اعصار كاترينا في اجزاء من المدينة وأجزاء شرقية من منطقة مترو مما أدى إلى غمر حوالي 50 ٪ من منطقة العاصمة، وتتراوح ما بين بضعة سنتيمترات إلى 8.2 متر (بضعة بوصات إلى 27 قدما) في المجتمعات الساحلية.، في عمل من الأعمال الناجحة للوقاية من الفيضانات، الحكومة الاتحادية للولايات المتحدة عرضت شراء العقارات المعرضة للفيضانات في الولايات المتحدة، من أجل منع الكوارث المتكررة بعد فيضان عام 1993 على جميع أنحاء الغرب الأوسط. يقبل العديد من المجتمعات المحلية والحكومة، في شراكة مع الدولة، واشترت 25,000 من الممتلكات التي حولت إلى الأراضي الرطبة هذه الأراضي الرطبة بمثابة إسفنجة في العواصف وفي عام 1995، عندما حدثت الفيضانات مرة أخرى، لم تعد الحكومة تنفق الموارد في تلك المناطق.

### آسيا
في الصين مناطق تحويل الفيضانات هي المناطق الريفية والتي تغرق عمدا في حالات الطوارئ لحماية المدن.
وقد اقترح العديد ان فقدان الغطاء النباتي (إزالة الغابات) من شأنه أن يؤدي إلى زيادة خطر. مع الغطاء الغابى الطبيعى يجب أن تنخفض مدة الفيضانات. ان خفض معدل إزالة الغابات يجب أن يحسن نسبة حدوث وشدة الفيضانات.

### إفريقيا
في مصر، كلا من سد أسوان (1902) والسد العالي في أسوان (1976) كان يتحكم في كميات مختلفة من الفيضانات على طول نهر النيل.
- فيضان مدينة طنجة بشمال المغرب 23/10/2008 أدى إلى خسائر مادية ومعنوية لاحتوائها مصانع .

### التنظيف الوقائي للفيضانات
أجراءات التنظيف بعد الفيضانات التي غالبا ما تشكل مخاطر على العاملين والمتطوعين المشاركين في هذا الجهد. الأخطار المحتملة تشمل ما يلي: عن طريق المياه الملوثة والاختلاط بالمجارى والمخاطر الكهربائية، والتعرض لأول أكسيد الكربون، وأخطار الجهاز العضلي الهيكلي والحرارة أو البرد الشديد، والمخاطر المتعلقة بالسيارات ومخاطر الحرائق، والغرق، والتعرض لمواد خطرة. ونظرا لان المواقع المعرضة لكارثة الفيضان غير مستقرة عمال التنظيف قد تواجه حطام حاد خشن، والمخاطر البيولوجية في مياه الفيضان، والتعرض للخطوط الكهربائية، والدم أو سوائل الجسم الأخرى، والبقايا الحيوانية والبشرية. في مجال التخطيط والاستجابة للكوارث الفيضانات يزود المديرين العاملين بقبعات صلبة، نظارات واقية وقفازات العمل الشاق، وسترات النجاة، وحذاء للماء مع الصلب الأباضي والنعال.

## فوائد الفيضانات
هناك العديد من الآثار المدمرة للفيضانات على المستوطنات البشرية والأنشطة الاقتصادية. ومع ذلك، فالفيضانات (وبخاصة الفيضانات الأكثر تواترا / الصغيرة) يمكن أن تحقق فوائد كثيرة، مثل شحن المياه الجوفية، مما يجعل التربة أكثر خصوبة، وتوفير المواد الغذائية التي تنقصها. تمد مياه الفيضان المناطق التي بها حاجة ماسة لموارد المياه وخاصة في المناطق القاحلة وشبه القاحلة حيث يمكن أن يكون انهطال الأمطار إلى حد بعيد وتوزع بصورة غير دائمة على مدار السنة. بينما الفيضانات في المياه العذبة خاصة تلعب دورا هاما في الحفاظ على النظم البيئية في الممرات النهرية وعاملا رئيسيا في الحفاظ على التنوع البيولوجي الناتج من الفيضانات.
الفيضان الدورى ضروري لرفاهية المجتمعات القديمة على طول نهري دجلة والفرات، نهر النيل، نهر اندوس، الغانج والنهر الأصفر، وغيرها. البقاء الهيدرولوجي معتمدا على ان مصادر الطاقة المتجددة توجد بصورة أعلى في المناطق المعرضة للفيضانات.

## تشكيل الفيضانات
تشكيل الفيضانات هو من الناحية العملية حديث إلى حد ما في الآونة الأخيرة، ومحاولات لفهم وإدارة آليات العمل في سهول الفيضانات التي قدمت لمدة لا تقل عن ستة آلاف من السنين. إن التطورات الأخيرة في وضع النماذج الحسابية الفيضانات مكن المهندسين على بعد خطوة من تجريب واختبار «عقد أو كسر» واتجاه لتعزيز تصميم الهياكل الهندسية. مختلف النماذج الحسابية الفيضانات قد وضعت في السنوات الأخيرة إما نماذج د1(قياس مستويات الفيضانات في قناة)، ونماذج د2(عمق الفيضان يقاس لمعرفة مدى الفيضان). HEC-RAS، ونموذج مركز الهندسة الهيدروليكية حاليا بين الأكثر شعبية وذلك لانه متاحة مجانا. نماذج أخرى مثل TUFLOW ، يجمع بين عناصر د1 ود2 ليقود لعمق الفيضانات في موجة الفيضانات. حتى الآن كان التركيز على رسم خرائط لاحداث الفيضانات من المد والجزر ولكن أحداث الفيضان لعام 2007 التي وقعت في المملكة المتحدة حولت التركيز إلى تأثير فيضانات المياه السطحية.

## أعنف فيضانات
فيما يلي قائمة الفيضانات الدموية في جميع أنحاء العالم، وتظهر الأحداث مع عدد القتلى عند أو فوق 100,000 فردا.
| عدد القتلى          | الحدث | الموقع                                                     | التاريخ |
| ------------------- | --- | ---------------------------------------------------------- | ------- |
| 2,500,000-3,700,000 | فيضانات الصين 1931 | الصين                                                      | 1931    |
| 900,000-2,000,000   | فيضان النهر الأصفر 1887(هوانغ هي)                                                                                       | الصين                                                      | 1887    |
| 500,000-700,000     | فيضان النهر الأصفر 1938(هوانغ هي)                                                                                       | الصين                                                      | 1938    |
| 231.000             | فشل سد بانكيو، نتيجة لاعصار نينا. لقى حوالي 86,000 شخصا حتفهم بسبب الفيضانات وتوفي 145،000اخرون نتيجة الأمراض المصاحبة. | الصين                                                      | 1975).  |
| 230.000             | تسونامي المحيط الهندي                                                                                                   | الهند (ومعظمها في ولاية تاميل نادو، وتايلند، وجزر المالديف | 2004    |
| 145.000             | 1935 فيضانات نهر اليانغتسى                                                                                              | الصين                                                      | 1935    |
| أكثر من 100,000     | فيضانات سان فيليكس، والعواصف الشديدة                                                                                    | هولندا                                                     | 1530    |
| 100.000             | هانوي، وفيضان دلتا النهر الأحمر                                                                                         | شمال فيتنام                                                | (1971). |
| 100.000             | 1911 فيضانات نهر اليانغتسى                                                                                              | الصين                                                      | 1911    |

## الروابط الخارجية
- "Arabic - King County Flood Safety Video." () King County Flood Control District, مقاطعة كينغ، واشنطن. يوتيوب. (بالعربية)
- المراكز الأمريكية لمكافحة الأمراض والوقاية منها، المياه الصحية -- المخاطر الصحية نتيجة التعرض لمياه الفيضان  وتنقية مياه الفيضان، ووصلات لموارد الفيضانات (بالإنجليزية)
- الرابطة الأمريكية للموارد المائية (بالإنجليزية)
- تسلسل القرارات لاختيار وسيلة غير مؤكدة للتشكيلات الهيدرولوجية والمائية،  واختيار تحليل غير مؤكد لنماذج من الفيضانات. (بالإنجليزية)
- حماية السدود والحواجز التي تحول دون الفيضانات في هولندا
- فيضانات أوروبا 2006
- مركز ابحاث إدارة مخاطر الفيضانات نسخة محفوظة 10 نوفمبر 2009 على موقع واي باك مشين.
- المبادرة الدولية لمكافحة الفيضان
- وحدة التعليم الدولية «دمج إدارة مخاطر الفيضانات للظواهر الخطيرة» (Floodmaster)
- التنبؤات بارتفاع درجة حرارة الأرض من مخاطر الفيضانات -- دراسة.
- الحماية ضد كاترينا القادم —مجلة العلوم الأمريكية (تشرين الأول / أكتوبر 2005)
- المقالات ذات الصلة في Appropedia، ويكي للمحتوى غير الموجود على ويكيبيديا (المشاريع والتطبيق «كيف»).
- برنامج الشاطئ الأمن لتبادل المعرفة عن الفيضانات الساحلية وتغير المناخ في منطقة بحر الشمال
- الفوائد والتكاليف الاقتصادية والاجتماعية للامطار الغزيرة والفيضانات نسخة محفوظة 25 يوليو 2011 على موقع واي باك مشين., اقتصاديات المنظمة المحلية لمناخ وعلوم المحيطات